# Västra äng
Västra äng är ett naturreservat i Borgholms kommun i Kalmar län.
Området är naturskyddat sedan 1995 och är 15 hektar stort. Reservatet besår av ädellövskog, ängsrester, hagmarker, kärr och åkrar. 